# Wong Tsz To
Wong Tsz To (1998) es un deportista hongkonés que compite en triatlón. Ganó una medalla de bronce en los Juegos Asiáticos de 2018 en la prueba de relevo mixto.

## Palmarés internacional
| Juegos Asiáticos | Juegos Asiáticos      | Juegos Asiáticos  | Juegos Asiáticos |
| Año              | Lugar                 | Medalla           | Prueba           |
| ---------------- | --------------------- | ----------------- | ---------------- |
| 2018             | Palembang (Indonesia) | Medalla de bronce | Relevo mixto     |